# Hamburgischer Beauftragter für Datenschutz und Informationsfreiheit
Der Hamburgische Beauftragte für Datenschutz und Informationsfreiheit ist eine unabhängige, eigenständige oberste Landesbehörde Hamburgs. Die Behörde hat ihren Sitz in der Ludwig-Erhardt-Straße 22 in Hamburg-Neustadt.

## Rechtsstellung
Der Hamburgische Beauftragte für Datenschutz und Informationsfreiheit ist eine unabhängige, eigenständige oberste Landesbehörde. Der Behördenleiter steht in einem öffentlich-rechtlichen Amtsverhältnis und erhält Besoldung nach B 4 des Hamburgischen Besoldungsgesetzes.
Er wird von der Hamburgischen Bürgerschaft auf Vorschlag einer Fraktion mit der Mehrheit der Mitglieder gewählt und vom Bürgerschaftspräsidenten ernannt. Seine Amtszeit beträgt sechs Jahre, er kann einmal wiedergewählt werden. Voraussetzung ist die Befähigung zum Richteramt oder „für die Laufbahn Allgemeine Dienste in der Laufbahngruppe 2 mit Zugang zum zweiten Einstiegsamt und die zur Erfüllung seiner Aufgaben erforderliche Fachkunde“.
Der Hamburgische Beauftragte für Datenschutz und Informationsfreiheit muss – wie der Senat der Freien und Hansestadt Hamburg – auf Anfragen der Bürgerschaft antworten, sofern seine Unabhängigkeit nicht beeinträchtigt wird.
Vor dem regulären Ende seiner Amtszeit kann er von der Bürgerschaft entlassen werden, wenn er die Voraussetzungen für das Amt nicht mehr erfüllt oder im Amt eine „schwere Verfehlung“ begeht. Eine Entlassung aufgrund einer „schweren Verfehlung“ muss mit zwei Dritteln der Stimmen beschlossen werden bei Teilnahme von drei Vierteln der Mitglieder der Bürgerschaft.
Der Rechnungshof der Freien und Hansestadt Hamburg darf den Hamburgischen Beauftragten für Datenschutz und Informationsfreiheit nur insoweit überprüfen, als seine Unabhängigkeit nicht beeinträchtigt wird.

## Aufgaben und Kompetenzen
Der Hamburgische Beauftragte für Datenschutz und Informationsfreiheit befasst sich in seiner Arbeit sowohl mit dem Datenschutz als auch mit der Informationsfreiheit.

### Datenschutz
Der Hamburgische Beauftragte für Datenschutz und Informationsfreiheit
- überwacht die Einhaltung des Datenschutzes bei öffentlichen sowie privaten Stellen innerhalb Hamburgs.[6]
- sensibilisiert und klärt die Öffentlichkeit über die „Risiken, Vorschriften, Rechte und Garantien“ im Zusammenhang mit der Verarbeitung personenbezogener Daten.
- berät Behörden und der Bürgerschaft.
- berät auf Anfrage Personen über ihre Auskunftsrechte.
- befasst sich mit Beschwerden wegen Datenschutzverstößen und setzt Bußgelder fest.
- arbeitet mit dem Bundesbeauftragten für den Datenschutz und die Informationsfreiheit und den anderen Landesdatenschutzbeauftragten in der Konferenz der unabhängigen Datenschutzbehörden des Bundes und der Länder sowie den Datenschutzbeauftragten anderer Staaten im Geltungsbereich der Datenschutz-Grundverordnung zusammen.
- verfolgt die Entwicklungen im Zusammenhang mit der Verarbeitung und dem Schutz personenbezogener Daten.[7]

Er hat gegenüber den datenverarbeitenden Stellen ein Auskunftsrecht und kann Beanstandungen sowie Geldbußen gegenüber privaten ausstellen.

### Informationsfreiheit
Der Hamburgische Beauftragte für Datenschutz und Informationsfreiheit
- wird auf Anrufung von Personen, die sich in ihrem Recht auf Informationszugang nach dem Hamburgischen Transparenzgesetz (HmbTG), Hamburgischen Umweltinformationsgesetz oder dem Verbraucherinformationsgesetz gegenüber Hamburger Behörden verletzt sehen, als Vermittler tätig.[9][10]

- überwacht die Einhaltung der Vorschriften des HmbTG.
- informiert Personen über das Recht auf Informationszugang.
- erstellt für den Senat und die Bürgerschaft Gutachten.
- arbeitet mit dem Bundesbeauftragten für den Datenschutz und die Informationsfreiheit und den Informationsfreiheitsbeauftragten der Länder in der Konferenz der Informationsfreiheitsbeauftragten in Deutschland zusammen.

Er hat gegenüber Behörden umfassende Auskunftsrechte sowie das Recht auf Unterstützung bei der Erfüllung seiner Aufgaben sowie Beanstandungsrechte.

### Tätigkeitsberichte
Gemäß Art. 59 Satz 1 DSGVO legt der Hamburgische Beauftragte für Datenschutz und Informationsfreiheit jedes Jahr einen Bericht über seine Tätigkeit vor. Dieser beinhaltet eine Liste der getätigten Prüfungen bei öffentlichen und privaten Stellen, eine Liste der getätigten Prüfungen von Software und Stellungnahmen zu verschiedenen politischen Themen, die den Bereich des Datenschutzes beinhalten, eine Liste der getätigten Anordnungen und Bußgelder, eine Liste der Beratungstätigkeiten sowie Statistiken zur Behördenarbeit im Bereich Datenschutz.
Nach § 14 Abs. 4 Satz 4 HmbTG legt der Hamburgische Beauftragte für Datenschutz und Informationsfreiheit alle zwei Jahre einen Tätigkeitsbericht vor. Dieser beinhaltet eine Beschreibung seiner Aufgaben, die Darstellung ausgewählter Einzelfälle, Urteile der Verwaltungsgerichte zum HmbTG sowie einen Ausblick.

## Rechtsgrundlagen
Die Grundlagen für die datenschutzrechtliche Arbeit befinden sich in der Datenschutz-Grundverordnung und dem Hamburgischen Datenschutzgesetz. Die Grundlagen für die Arbeit im Bereich Informationsfreiheit finden sich im Hamburgischen Transparenzgesetz, dem Hamburgischen Umweltinformationsgesetz sowie dem Hamburgischen Ausführungsgesetz zum Verbraucherinformationsgesetz.

## Personalia und Historie
Bei der Berufung des Hamburgischen Datenschutzbeauftragten wirken Senat und Bürgerschaft zusammen. Die Bürgerschaft wählt ihn auf Vorschlag des Senats (§ 18 Abs. 2 Satz 1); der Senat bestellt ihn für eine Amtszeit von 4 Jahren (§ 18 Abs. 3).
Behördenleiter und Inhaber des gleichnamigen Amtes seit dem 1. November 2021 ist der von der Hamburgischen Bürgerschaft am 18. August 2021 gewählte Thomas Fuchs. Er folgt auf Johannes Caspar, der vom 4. Mai 2009 bis zum 30. Juni 2021 das Amt innehatte.
Auf Vorschlag des Senats hat die Bürgerschaft am 14. April 1982 Claus Henning Schapper gewählt. Mit Aushändigung der Ernennungsurkunde am 6. Mai 1982 ist er mit Wirkung vom 10. Mai zum ersten Hamburgischen Datenschutzbeauftragten bestellt worden. Den ersten Tätigkeitsbericht schloss er am 20. November 1982 ab.